# Grupo Fertiberia
El Grupo Fertiberia es un conglomerado empresarial español del sector de la industria química. Opera desde 1995 y tiene su origen en la histórica empresa Fertiberia, cuyas actividades se han expandido por España, Francia y Portugal. En la actualidad el grupo constituye uno de los principales productores de fertilizantes, amoniaco y derivados de la Unión Europea.

## Historia
En 1995 el Grupo Villar Mir se hizo con el control de los activos de Fesa-Enfersa, que constituirían la base para la refundación de la histórica empresa Fertiberia. Tras un período de reorganización interno, que incluyó el cierre de plantas y reducción de plantilla, Fertiberia inició una etapa de expansión. Dicha estrategia incluyó la creación de varias sociedades fliliales y la adquisición de otras empresas del sector: Sefanitro, Asur, Química del Estroncio, Fercampo, etc. Ello ha llevado a que el Grupo Fertiberia haya sido considerado como «la empresa líder del sector de los fertilizantes en España», si bien con posterioridad su presencia se ha extendido también a Portugal y Francia. En 2020 el grupo sueco-alemán Triton Partners se hizo con el control del Grupo Fertiberia.

## Filiales
| Subsidiaria                | % en propiedad | Producto principal                       | Sede                 |
| -------------------------- | -------------- | ---------------------------------------- | -------------------- |
| Fertiberia                 | 100%           | Fertilizantes y productos industriales   | Madrid               |
| Fertiberia La Mancha       | 100%           | Fertilizantes, productos de uso agrícola | Motilla del Palancar |
| Fertiberia Castilla y León | 100%           | Fertilizantes, productos de uso agrícola | Tordesillas          |
| Fertiberia France          | 100%           | Fertilizantes y productos industriales   | Lieusaint            |
| Fercampo                   | 100%           | Fertilizantes, fitosanitarios, semillas  | Málaga               |
| Agralia Fertilizantes      | 100%           | Fertilizantes y productos industriales   | Altorricón           |
| ADP Fertilizantes          | 100%           | Fertilizantes y productos industriales   | Alverca do Ribatejo  |
| Intergal Española          | 100%           | Fertilizantes y productos industriales   | Madrid               |
| Química del Estroncio      | 100%           | Estroncio y derivados                    | Cartagena            |
| 2F Ouest                   | 100%           | Fertilizantes y productos industriales   | L'Hermitage          |